# 벤자민고무나무
벤자민고무나무(Ficus benjamina)는 장미목 뽕나무과에 속하는 상록 교목이다. 원산지는 인도이며, 높이 20m 이상까지 자란다.
실내에서 공기정화 등의 목적으로 많이 키운다.